# 西等驾坡站
西等驾坡站位于中华人民共和国陕西省西安市雁塔区万寿路与德邻路交叉口，是西安地铁8号线的地铁车站。

## 车站结构
本站为地下二层岛式车站。
| 地面              | 出入口 | A、B出入口                                                                                            |
| 地下一层          | 站厅   | C、D出入口、智能客服中心、自动售票机、长安通自助机                                                    |
| 地下二层          | 站台   | \| \| \| █ 8号线外环（万寿南路） \| \| 島式 · 開左邊车门 \| \| \| \| \| \| █ 8号线内环（东等驾坡） \| |
|                   |        | █ 8号线外环（万寿南路）                                                                               |
| 島式 · 開左邊车门 |        | |
|                   |        | █ 8号线内环（东等驾坡）                                                                               |

## 公共艺术
本站是8号线29座标准站之一，所处的东段以“春之绿”为装潢主题色。

## 出入口
本站设有4个出入口，目前C出入口暂不开放，C、D出入口均设置于幸福林带地下一层。
|            |                                |      |
| 编号       | 指示                           | 图片 |
| A          | 万寿南路（西）、建工路、德邻路 |      |
| B          | 万寿南路（西）、西影路、德邻路 |      |
| C          | (暂不开放)                     |      |
| D          | 幸福林带                       |      |
| 无障碍电梯 |                                |      |

## 历史
本站在建设时称作等驾坡站，第一次站名修改为西等驾坡站，第二次公示修改为幸福林带南站，最终则定名为西等驾坡站。
- 2024年12月26日，车站随8号线通车启用[5]。